# Breisach am Rhein
Breisach am Rhein er en by i Landkreis Breisgau-Hochschwarzwald i delstaten Baden-Württemberg.

## Geografi
Breisach ligger ved Rhinens øvre del (Oberrhein) som her danner den tysk-franske grænse, cirka halvejs mellem Colmar og Freiburg im Breisgau (omkring 20 kilometer hver vej) og omkring 60 kilometer nord for Basel. Breisach ligger ved Kaiserstuhlbjergene; En bro, Rheinbrücke Breisach–Neuf-Brisach fører over Rhinen til Neuf-Brisach på den franske side af floden.

### Inddeling
Breisach am Rhein består af byelene Breisach, Gündlingen, Niederrimsingen og Oberrimsingen, tidligere var selvstændige kommuner, og har nu folkevalgte bydelsråd. 
I kommunen ligger også:
- Burg Alzenach
- Burg Breisach
- Burg Üsenberg
- Kloster Marienau